# Мальково (Нижегородская область)
Мальково — деревня в Уренском районе Нижегородской области, входит в состав Обходского сельсовета.

## География
Деревня находится на одном из безымянных правых притоков реки Шиликша (приток Ваи), на расстоянии примерно 38 км (по шоссе) к северо-востоку от города Урень, административного центра района. Абсолютная высота — 121 м над уровнем моря.

### Часовой пояс
Деревня Мальково, как и вся Нижегородская область, находится в часовой зоне МСК (московское время). Смещение применяемого времени относительно UTC составляет +3:00.

## Население
| 2002 | 2010 |
| ---- | ---- |
| 40   | ↘29  |

## Транспорт
Транспортное сообщение осуществляется по региональной автодороге 22Н-4414 «подъезд к посёлку Обход — деревне Мальково от автодороги Нижний Новгород — Шахунья — Киров».  